# Élections sociales (Luxembourg)
Pour les autres articles nationaux ou selon les autres juridictions, voir élections sociales.

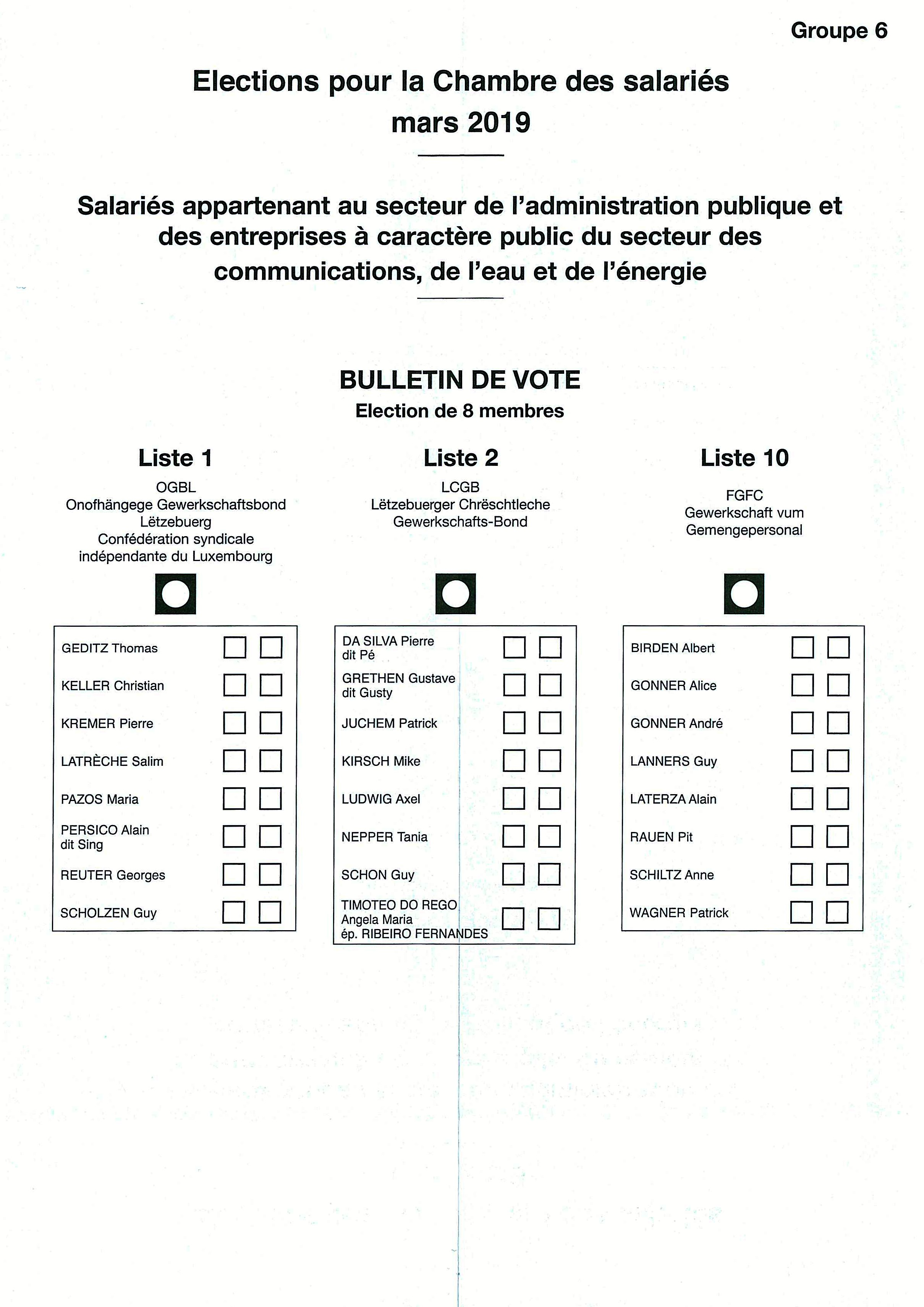
Bulletin de vote pour les élections sociales au Luxembourg de mars 2019.

Au Luxembourg, les élections sociales (en luxembourgeois : Sozialwalen) ont lieu tous les 5 ans et s’adressent à toutes les entreprises établies au Grand-Duché dont le nombre de salariés est supérieur ou égal à 15 (environ 4 000 entreprises).
Les dernières élections ont eu lieu le 12 mars 2019.

## Chambres professionnelles
Le Luxembourg compte cinq chambres professionnelles, trois patronales (commerce, métiers et agriculture) et deux salariales (fonctionnaires et employés publics et salariés).